# Ферапонтьевка
Ферапонтьевка (рум. Ferapontievca, гаг. Parapontika) — село на юге Молдавии в составе автономного территориального образования Гагаузия.

## География
По направлению с севера на юг через село протекает река Лунгуца (правый приток реки Лунга, водосборный бассейн реки Ялпуг).

## Уроженцы
- Моисей Исаакович Кантор — аргентинский и советский геолог, драматург и эссеист.
- В Великой Отечественной войне принимали участие более 200 уроженцев села. Половина из них не вернулась с фронта. В настоящее время в живых осталось трое участников ВОВ: Городницкий Николай Филлипович, Клименко Пётр Андреевич и Берёзов Тимофей Сидорович. Высоких воинских званий (генералы, полковники) заслужили Якименко Виктор Григорьевич, Мазуренко Василий Иванович, Кравец Александр Игнатьевич, братья-Односталко Виктор Семёнович и Односталко Сергей Семёнович, Буц Михаил Александрович.
- Руководителями крупных предприятий и организаций на территории России и Украины являются выходцы из села Ферапонтьевка — Городницкий Иван Николаевич, Односталко Александр Иванович, Брунь Александр Александрович.

## История
Первое упоминание о селе Ферапонтьевка относится к 27 мая 1828 года. Основано воеводой, проезжавшем в этих краях. Согласно легенде, место понравилось воеводе, и он выпустил орла со словами: «Куда приземлится, там построю себе дом». По легенде, название села Ферапонтьевка происходит от имени воеводы, Ферапонт.
До 1812 года южная степная часть Молдова — Буджак была мало заселена, так как эти земли страдали от регулярных набегов турок. 16 мая 1812 года в Бухаресте был заключен мирный договор. По его условиям Турция уступила России земли между Прутом и Днестром, позже получившие название Бессарабия.
Россия, стремясь расширить и освоить новые земли, переселила более 10 тысяч крестьян из России и с Украины.
В настоящее время территория села составляет 23,3 км². Население села по данным на 1 января 2009 год составляет 1007 человек, из которых 670 человек — украинцы, гагаузы — 255 человек и другие национальности — 77 человек.
На территории села функционирует три крупных сельскохозяйственных предприятия (ООО «Кара Теля». КХ «Памужак» и ООО «И. Б. Агро»), а также мелкие индивидуальные крестьянско-фермерские хозяйства. На северо-западной окраине села расположен винзавод — ООО «Нексовин». Площадь с/х угодий примарии села Ферапонтьевка насчитывает 2329 га, в том числе пашни — 2084 га, садов — 91 га, виноградников — 154 га. Также имеется 15 га земель резервного фонда для социального развития села. Количество обладателей земельных квот 515 человек. Средний размер квоты равен 3,37 га. Средний бонитет почвы — 58 баллов.
Число жилых домов составляет 385 единиц, из них газифицированы 170 домов, оборудованы телефоном — 299 домов, водопроводом — 380 домов. На территории села имеется 18 колодцев, 7. артскважин, 17 км автодорог, 4 торговых предприятия, один филиал заправки ГСМ, один фельдшерско-акушерский пункт (ФАЛ), гимназия, детский садик, дом Культуры и православная церковь.
Бюджет примэрии на 2009 год составляет 427,7 тыс. лей. Гордостью села является заслуженный коллектив «Журавушка», который функционирует при местном доме культуры и радует жителей и гостей села своими выступлениями.